# Jens Albrecht III
Die Jens Albrecht III ist ein in Harlesiel stationiertes Fahrgastschiff. Das Schiff gehört der Reederei Norden-Frisia und fährt für die zur DB Fernverkehr gehörende SIW Schifffahrt und Inselbahn Wangerooge der Inselgemeinde Wangerooge. Es wird für Tagesausflüge zur Nordseeinsel Wangerooge, für Ausflüge zu den Seehundsbänken und zum Schaufischen eingesetzt.

## Das Schiff
Das Schiff wurde 1935 auf der Meyer Werft in Papenburg für die Reederei Baltrum-Linie der Insel Baltrum als Baltrum II gebaut und fuhr von 1958 bis 1985 als Spiekeroog II für die Inselschifffahrt der Insel Spiekeroog. Seit 1985 trägt sie den Namen Jens Albrecht III.
Das Schiff wurde 2008 von der Reederei Albrecht aus Carolinensiel an die Reederei Norden-Frisia Norderney verkauft, wurde aber vom neuen Besitzer selbst nie in Dienst gestellt. Dieser vercharterte das Schiff an die Niederlassung Wangerooge der damaligen DB AutoZug GmbH. Die heutige Organisationseinheit SIW Schifffahrt der Inselgemeinde Wangerooge der DB Fernverkehr AG ist damit die letzte Dienststelle der Deutschen Bahn, die noch Schiffe betreibt.
Die Jens Albrecht III ist eine reine Passagierfähre. Sie hat zwei für Passagiere zugängliche Decks, das Hauptdeck mit dem Salon und das Oberdeck mit dem Sonnendeck.

## Kollision
1997 kollidierte die mit 60 Passagieren besetzte Jens Albrecht III mit der mit 392 Fahrgästen besetzten Fähre Harlingerland. Bei dem Unglück wurden 14 Menschen verletzt und die Jens Albrecht III stark beschädigt. Später wurde beiden Kapitänen eine Teilschuld zugesprochen.